# 葛城川
葛城川（かつらぎがわ）は、奈良県西部を流れる大和川水系の一級河川。
奈良盆地西部を多く北流する、大和川の支流の一つ。直接の支流である曽我川の、更に支流に当たる。

## 地理
奈良県・大阪府境の金剛山東麓に発し、概ね北流。御所市街を貫き、大和高田市街東部を抜けた後は、奈良盆地西部の田園地帯を潤しながら北上し、北葛城郡広陵町大場付近で曽我川に注ぐ。下流域では曽我川のほか、同じく大和川の支流である飛鳥川・高田川と南北に平行している。

## 流域の自治体
奈良県
御所市、葛城市、大和高田市、橿原市、北葛城郡広陵町

## 支流
- 水越川
- 柳田川
- 鎮守川

## 並行する交通
- JR西日本 和歌山線
- 国道24号
- 奈良県道108号大和郡山広陵線
- 奈良県道118号御所高取線
- 奈良県道277号大和高田広陵線

## 流域の見どころ
- 孝昭天皇陵
- 葛城公園
- 百済寺